# ارلي كيروش سردين
ارلي كيروش سردين (25 مايو 1986 في البرازيل – )؛ هو لاعب كرة قدم كان يلعب كمهاجم.

## وصلات خارجية
- ارلي كيروش سردين على موقع رابطة كرة القدم اليابانية للمحترفين (اليابانية)
- ارلي كيروش سردين على موقع Soccerway.com (الإنجليزية)